# Karl-Ludwig Kley

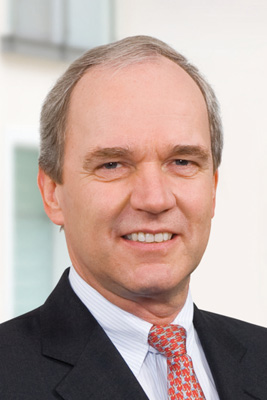
Karl-Ludwig Kley (2009)

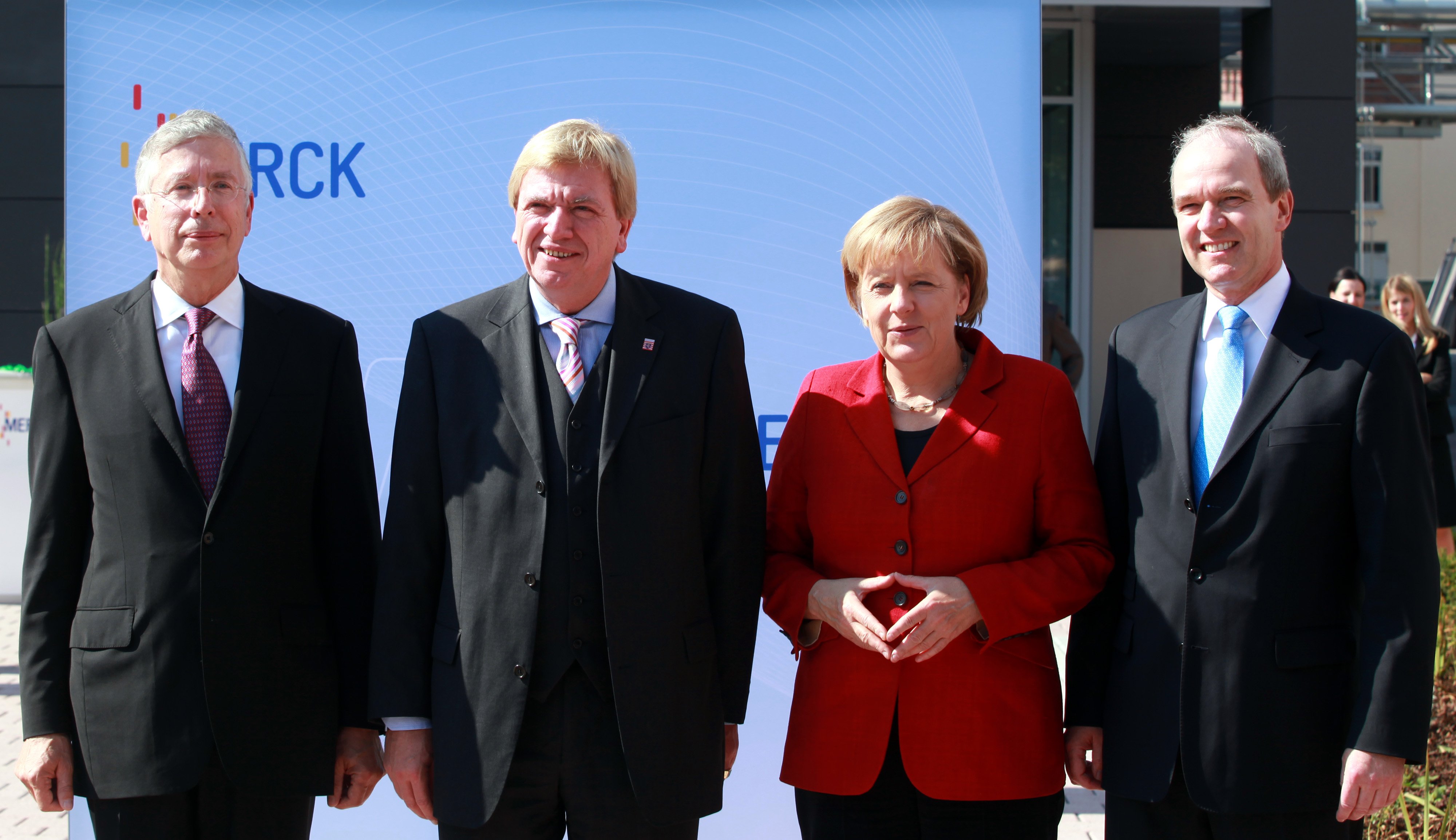
Karl-Ludwig Kley (rechts) zusammen mit Jon Baumhauer, Volker Bouffier und Angela Merkel am 23. September 2010

Karl-Ludwig Kley (* 11. Juni 1951 in München) ist ein deutscher Manager. Er gehörte von 1998 bis 2006 dem Vorstand der Lufthansa AG an. Ab April 2007 war er Vorsitzender der Geschäftsleitung der Merck KGaA, sein Nachfolger ab April 2016 war Stefan Oschmann.

## Leben
Kley absolvierte eine Ausbildung zum Industriekaufmann bei der Siemens AG und studierte von 1974 bis 1979 Jura in München. Nach seiner Referendarzeit in Hamburg und Johannesburg arbeitete er seit 1982 bei der Bayer AG im Bereich Konzernfinanzen und als Assistent des Vorstandsvorsitzenden. Parallel dazu schloss er 1986 seine Promotion an der Ludwig-Maximilians-Universität in München ab. Nach einem Auslandsaufenthalt als Finanzchef bei Bayer in Japan hatte er von 1987 bis 1991 verschiedene leitende Positionen im Vertrieb des Geschäftsbereichs Pharma inne. Von 1994 bis 1997 führte er das Pharmageschäft von Bayer in Italien. Danach übernahm er in der Zentrale von Bayer die Leitung des Ressorts Finanzen und Investor Relations. 1998 wechselte Kley als Finanzvorstand (Chief Financial Officer) in den Vorstand der Deutsche Lufthansa AG. Dort war er für die Bereiche Investor Relations, Finanzen, Rechnungswesen und Konzernbilanzen, Steuern, Versicherungen, Konzerneinkauf, Beteiligungen und wirtschaftliche Zusammenarbeit zuständig. Im September 2006 verließ er auf eigenen Wunsch die Lufthansa und trat in die Geschäftsleitung der Merck KGaA ein, deren Vorsitz er am 27. April 2007 übernahm. Er wurde Nachfolger von Michael Römer. Seit 2004 war Kley bereits Mitglied des Gesellschafterrates der E. Merck OHG (später KG), in der die Merck-Familie ihre Anteile an der Merck KGaA bündelt. Am 29. April 2016 wurde der Vorsitz der Geschäftsleitung an Stefan Oschmann übergeben.
Während seiner neunjährigen Amtszeit bei Merck wuchs der Umsatz von 6,3 Mrd. Euro im Jahr 2006 auf 15,0 Mrd. Euro im Jahr 2016, der Gewinn von 1,0 Mrd. Euro auf 1,6 Mrd. Euro und die Mitarbeiterzahl von 29.999 auf 50.414. Zu diesem Wachstum trugen im Wesentlichen Akquisitionen bei. Die wichtigsten waren das Schweizer Biotechnologie-Unternehmen Serono (2007) und die beiden US-amerikanischen Life-Science-Unternehmen Millipore (2010) und Sigma-Aldrich (2015). Seit Juni 2007 ist Merck im DAX notiert. Am 29. April 2016 trat er in den Ruhestand.
Zwischen 2007 und 2016 hielt Kley verschiedene Führungspositionen in Industrieverbänden. 2012 bis 2014 war er Präsident des Verbandes der chemischen Industrie (VCI)  sowie Vizepräsident des Bundesverbandes der Deutschen Industrie (BDI). Während seiner Präsidentschaft veröffentlichte er im Mai 2014 das Buch Deutschland braucht Chemie. Von 2016 bis 2023 war er Aufsichtsratsvorsitzender bei E.ON. Seit September 2017 ist er Aufsichtsratsvorsitzender bei Lufthansa.
Kley ist verheiratet und hat einen Sohn, Friedrich Kley. Karl-Ludwig Kleys Vater Gisbert war von 1964 bis 1973 im Vorstand der Siemens AG. Kley hat vier Brüder und eine Schwester. Sein älterer Bruder ist Max Dietrich Kley.

## Funktionen
Kley war Mitglied verschiedener Aufsichtsräte, darunter Amadeus Global Travel Distribution S.A. (1998 bis 2006), MAN AG (2005 bis 2007), Bertelsmann SE & Co. KGaA (2007 bis 2016), Vorsitzender des Beirats des 1. FC Köln (bis 2019) und Vorsitzender des Aufsichtsrates der E.ON SE (2016 bis 2023). Derzeit ist er Aufsichtsratsvorsitzender der Lufthansa AG, stellvertretender Aufsichtsratsvorsitzender der BMW AG, sowie im Board of Directors von Verizon Communications Inc., New York.
- Mitglied der Mitgliederversammlung und Vorsitzender des Wirtschaftsbeirates des Goethe-Instituts[12]
- Vorsitzender des Vorstands der Baden-Badener Unternehmergespräche[13]
- Mitglied des Board of Governors der Hebräischen Universität Jerusalem[14]
- Mitglied des Kuratoriums der Fritz Thyssen Stiftung[15]
- Mitglied des Senats der Deutschen Akademie der Technikwissenschaften (acatech)[16]

## Auszeichnungen
- Honorarprofessor der WHU – Otto Beisheim School of Management[17]
- Ehrensenator der Albert-Ludwigs-Universität Freiburg[18]
- Ehrenmitglied der juristischen Vereinigung Phi Delta Phi[19]
- Minerva-Medaille der Universität Chieti-Pescara, Italien (2001)
- Manager des Jahres 2015 (Manager Magazin)[20]
- Hessischer Verdienstorden (2015)[21]
- Aufsichtsrat des Jahres 2016, (Handelsblatt)[22]
- Weizmann Award in the Sciences and Humanities des Weizmann-Institut für Wissenschaften (2016)[23]
- Deutscher Image-Award 2016 (FAZ-Institut)[24]
- Verdienstorden der Republik Italien (Commendatore) 2018[25]
- Preis für gute Unternehmensführung (Deutsche Schutzvereinigung für Wertpapierbesitz) (2019)[26]
- Verdienstorden der Bundesrepublik Deutschland[27]

## Veröffentlichungen
- Die Rechtsstellung der außenstehenden Aktionäre bei der vorzeitigen Beendigung von Unternehmensverträgen. Florentz, München 1986, ISBN 3-88259-390-3 (Dissertation).
- mit Klaus G. Schlede: Praxis der Finanzierung deutscher Unternehmen durch Optionsanleihen. In: Bilanzierung von Optionsanleihen im Handelsrecht (Hrsg. Walther Busse von Colbe et al.), R. v. Decker & C. F. Müller Verlag, Heidelberg 1987, ISBN 3-7910-8047-4, S. 1–46.
- Strategische Allianzen als Alternative zu Übernahmen. In: Die Übernahme börsennotierter Unternehmen (Hrsg. Rüdiger von Rosen, Werner G. Seifert), Deutsches Aktieninstitut, Frankfurt 1999, ISBN 3-9805395-7-1, S. 395–414.
- Aktien als Finanzierungsinstrument. In: Handwörterbuch des Bank- und Finanzwesens (Hrsg. Wolfgang Gerke, Manfred Steiner), Schäffer-Poeschel Verlag, Stuttgart 2001, ISBN 3-79108-047-4, S. 35–46.
- Deutschland braucht Chemie. Warum Wachstum und Wohlstand nur mit einer starken Chemieindustrie machbar sind. Deutsche Verlags-Anstalt, München 2014, ISBN 978-3-421-04660-4.
- Hört auf zu schweigen! Manager sollten über ihren Lohn reden. In: Die Zeit, 2. März 2017.
- mit Thomas de Maizière: Die Kunst guten Führens. Macht in Wirtschaft und Politik. Herder, Freiburg im Breisgau 2021, ISBN 978-3-451-38715-9.
- Klar zur Wende. So können wir das Steuer bei Klima und Energie noch rumreißen. Zehn ungehaltene Reden. DVA, München 2024, ISBN 978-3-421-07032-6.